# Sorex gracillimus
La musaraña esbelta (Sorex gracillimus) es una especie de musaraña se encuentra en Corea del Norte, Hokkaido y Siberia (incluyendo las islas Kuriles).